# Верхнеижемский
Верхнеижемский — посёлок в муниципальном районе Сосногорск, республики Коми.
В посёлке 9 улиц.
Название происходит от реки Ижмы, протекающей поблизости.
На окраине посёлка берёт начало река Лунвожчувки.

## Население
| 1989 | 2002  | 2010 |
| ---- | ----- | ---- |
| 1854 | ↘1012 | ↘852 |